# Rhionaeschna brasiliensis
Rhionaeschna brasiliensis är en trollsländeart som först beskrevs av Von Ellenrieder och Costa 2002.  Rhionaeschna brasiliensis ingår i släktet Rhionaeschna och familjen mosaiktrollsländor. Inga underarter finns listade i Catalogue of Life.